# سیارک ۲۵۳۶۸
سیارک ۲۵۳۶۸ (به انگلیسی: 25368 Gailcolwell، نامگذاری:1999TQ96) بیست و پنج هزار و سیصد و شصت و هشتمین سیارک کشف شده‌است که در ۲ اکتبر ۱۹۹۹ کشف شد.
قدر مطلق سیارک برابر ۱۳.۵ است.